# Конный (Ставропольский край)
Ко́нный — хутор в составе Александровского района (муниципального округа) Ставропольского края России.

## География
Расстояние до краевого центра: 100 км. Расстояние до районного центра: 19 км.

## История
На 1 марта 1966 года хутор значился в составе территории сельсовета Конезавода № 170 с центром в хуторе Новокавказский:7, на 1 января 1983 года — в составе Новокавказского сельсовета:9.
18 февраля 1992 года Малый Совет Ставропольского краевого Совета народных депутатов решил «Образовать в Александровском районе Средненский сельсовет с центром в хуторе Средний. Включить в состав Средненского сельсовета хутора Средний, Конный, Красный Чонгарец, Ледохович, выделенные из состава Новокавказского сельсовета Александровского района».
До 16 марта 2020 года хутор Конный входил в состав муниципального образования сельское поселение Средненский сельсовет. 

## Население
| 1989 | 2002 | 2010 | 2014 | 2021 | 2023 |
| ---- | ---- | ---- | ---- | ---- | ---- |
| 126  | ↗129 | ↘98  | ↗100 | ↘85  | ↗91  |

По данным переписи 2002 года в национальной структуре населения преобладают русские (81 %).